# Евіна (Влощовський повіт)
Евіна (пол. Ewina) — село в Польщі, у гміні Влощова Влощовського повіту Свентокшиського воєводства.
У 1975-1998 роках село належало до Келецького воєводства.